# نادي خدمات البريج
نادي خدمات البريج، نادي رياضي فلسطيني في مخيم البريج في قطاع غزة أسس في العام 1951 واحدا من مراكز الخدمات التي أنشأتها وكالة غوث و تشغيل اللاجئين الفلسطينيين، ويمارس النادي الألعاب الرياضية الفردية والجماعية، وقد مثل لاعبو النادي فلسطين في مسابقات محلية وعربية ودولية مختلفة.

## فرق النادي
- كرة القدم: يلعب الفريق في دوري غزة للدرجة الأولى بعد أن كان سابقاً في الدرجة الممتازة، ويشار إلى أن المنطقة تشكو من نقص في الملاعب، حيث يخدم ملعب محمد الدرة 22 نادٍ في المنطقة الوسطى من قطاع غزة.
- في النادي مدارس كروية وفرق وللناشئين من الفئات العمرية 8-10 و10-13، تمولها حكومة النرويج، والجدير ذكره أن لدى النادي 18 لاعباً موزعين على أندية الدوري الممتاز نظراً لعدم توفر الملاعب للتدرب.
- كرة السلة: نادي خدمات البريج لكرة السلة بطل فلسطين في هذه اللعبة، ويلعب في الدرجة الممتازة.
- كرة اليد: يلعب الدرجة الممتازة.
- كرة الطائرة: يلعب في الدرجة ممتازة
- التنس: الدرجة الممتازة
- رياضات أخرى مثل الكراتيه وثني الذراعين والمصارعة والملاكمة في وقت سابق بالإضافة إلى رفع الأثقال.

## منشآت النادي

### صالة الشهيد يوسف العايدي
تعتب الصالة بشكلها الحالي هي الوحيدة في فلسطين المجهزة بأحدث التقنيات من ساعات إلكترونية وغرفة بث تلفزيوني وأرضية «باركيت» كما تتسع المدرجات إلى 4000 متفرج ولدى الصالة 4 بوابات وغرف غيار للاعبين والفرق، ويعتبر الملعب ذا أبعاد دولية ولديه «بوردات» دولية أيضاً، ويسعى النادي لاستضافة نادٍ مصري أو أحد أندية الضفة الغربية العريقة لافتتاح الصالة في القريب، وبلغت التكلفة الإجمالية للصالاة قرابة 800 ألف دولار.
صالة كراتيه.
صالة لياقة بدنية.

### مبنى الإدارة
يحتوي على العديد من الغرف تستخدم نهاراً لعدد من المؤسسات والبرامج والأنشطة الثقافية والاجتماعية، كما يحتوي المبنى على مكتبة وصالة للاجتماعات والأفراح.

## من أبطال النادي
يوسف العايدي: هو مصارع فلسطيني وأول لاعب مثل فلسطين في لعبة المصارعة الحرة، وساهم في نشر هذه الرياضة في قطاع غزة. عرض عليه أن يلعب باسم دولة الكيان الصهيوني إلا أنه رفض ذلك. اغتيل عام 1972 في مدينة غزة بالقرب من سينما عامر.

## الهيئة الإدارية الحالية
- خليل أبو شمالة (رئيس النادي).
- أشرف مسلم (نائب الرئيس).
- عبد المعطي أبو غرقود (أمين السر).
- حسن حشاش (الإعلام والعلاقات العامة).
- كمال عيد (امين عهدة).
- طارق حمدان (مسؤول مشاريع).
- محمد أبو شوقة (مسؤول إداري).
- أم عصام حسونة (عضو ومسؤولة المرأة).

## روابط خارجية
- صفحة النادي على موقع فيسبوك